# ジョージ・スタンホープ (第6代チェスターフィールド伯爵)

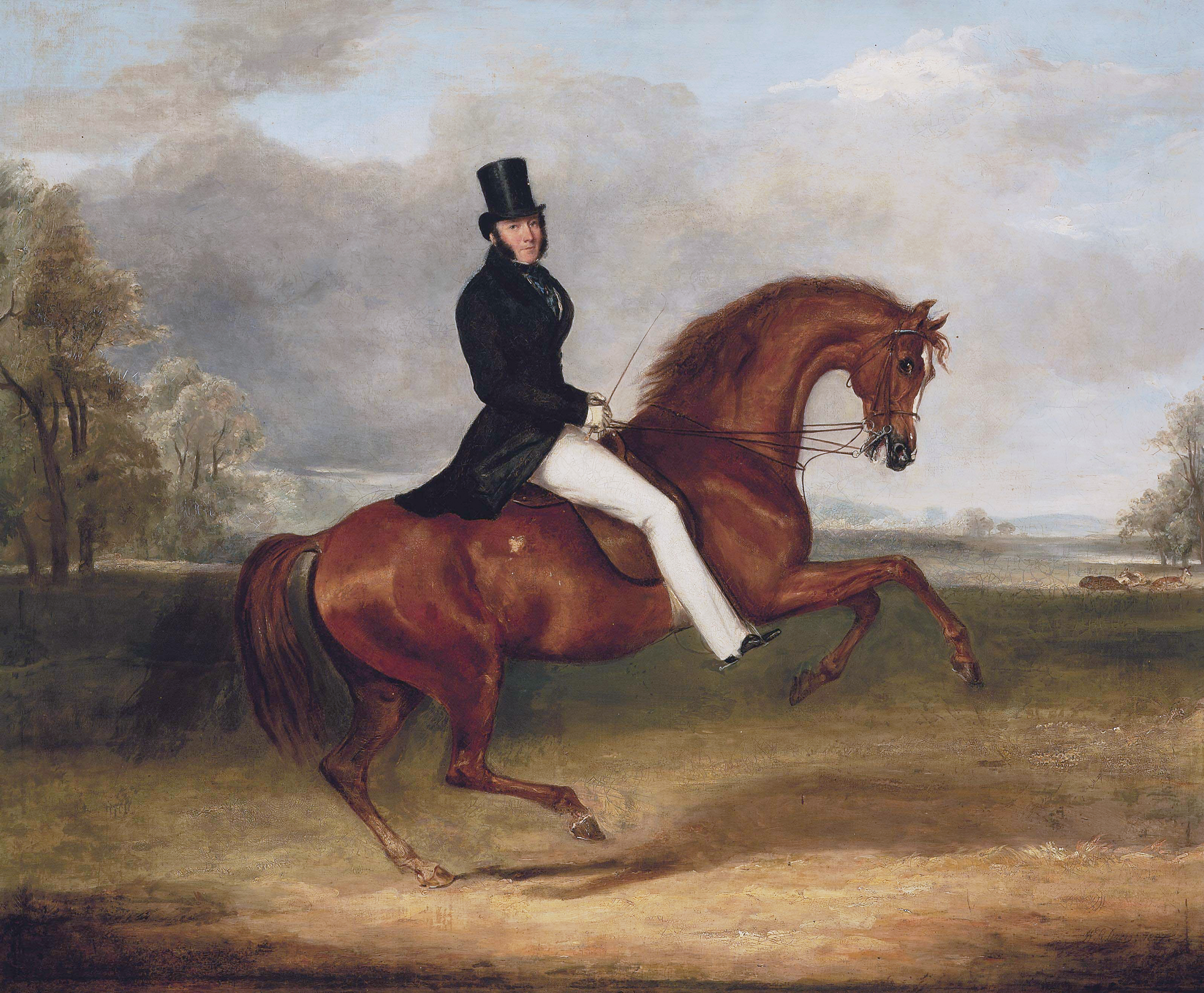
第6代チェスターフィールド伯爵の乗馬像。ウィリアム・ヘンリー・デイビス画、1837年。

第6代チェスターフィールド伯爵ジョージ・スタンホープ（英: George Stanhope, 6th Earl of Chesterfield PC、1805年5月23日 – 1866年6月1日）は、イングランド貴族、イギリスの政治家。トーリー党に属し、寝室侍従とバックハウンド管理長官を務めた。

## 生涯
第5代チェスターフィールド伯爵フィリップ・スタンホープと2人目の妻ヘンリエッタ（初代バース侯爵トマス・シンの娘）の息子として、1805年5月23日にダービーシャーのブレットビー・ホールで生まれた。1815年8月29日に父が死去すると、チェスターフィールド伯爵位を継承した。イートン・カレッジで教育を受けた後、1823年4月22日、オックスフォード大学クライスト・チャーチに入学した。
トーリー党内閣であるウェリントン公爵内閣期の1828年8月11日から1830年まで寝室侍従（Lord of the Bedchamber）を務め、自身もトーリー党に属したが、カトリック解放には賛成した。
1831年9月13日、ミドルセックスの副統監に任命された。
第1次ピール内閣では1834年12月29日に枢密顧問官に、30日にバックハウンド管理長官に任命された。1835年4月に内閣が倒れると、チェスターフィールド伯爵もバックハウンド管理長官を辞任した。
1866年8月1日にメイフェアのグローヴナー・スクエア3号にある自宅で死去、8日にダービーシャーのブレットビーで埋葬された。息子ジョージ・フィリップ・セシル・アーサーが爵位を継承した。

## 家族

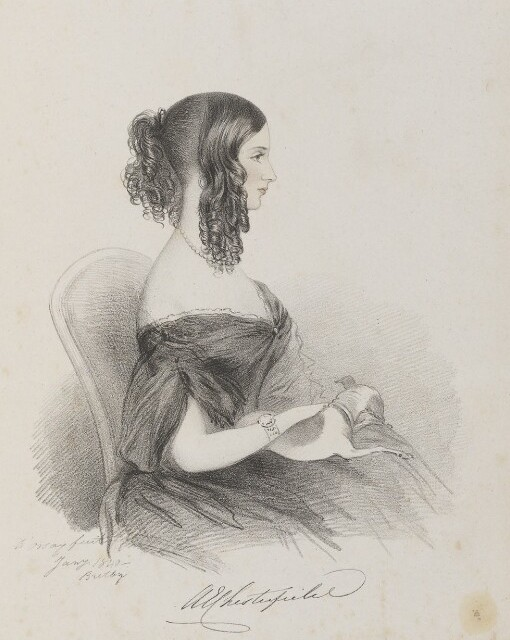
チェスターフィールド伯爵夫人アン・エリザベス、1840年1月。

1830年11月30日、アン・エリザベス・ウェルド＝フォレスター（1802年9月7日 – 1885年7月27日、初代フォレスター男爵セシル・ウェルド＝フォレスターの娘）と結婚、1男1女をもうけた。
- ジョージ・フィリップ・セシル・アーサー（1831年9月28日 – 1871年12月1日） - 第7代チェスターフィールド伯爵[1]
- エヴリン（1834年11月3日 – 1875年1月25日） - 1861年9月5日、第4代カーナーヴォン伯爵ヘンリー・ハーバートと結婚、子供あり[9]